# Tossal de Sant Pere (Pinell de Solsonès)
|  | Aquest article tracta sobre la muntanya de Pinell de Solsonès. Vegeu-ne altres significats a «Tossal de Sant Pere». |

El Tossal de Sant Pere és una muntanya de 688 metres que es troba al municipi de Pinell de Solsonès, a la comarca catalana del Solsonès.